# Taruga fastigo
Taruga fastigo é uma espécie de anfíbio da família Rhacophoridae. É endémica do Sri Lanka.
Os seus habitats naturais são: regiões subtropicais ou tropicais húmidas de alta altitude, marismas de água doce e marismas intermitentes de água doce.
Está ameaçada por perda de habitat.